# 17
- Wikisource

17 (XVII, na numeração romana) foi um ano comum do século I, do Calendário Juliano, da Era de Cristo, teve início a uma sexta-feira e terminou também a uma sexta-feira, e a sua letra dominical foi C.
| Ano completo                       |
| ---------------------------------- |
| Ano comum com início à sexta-feira |

## Eventos do ano

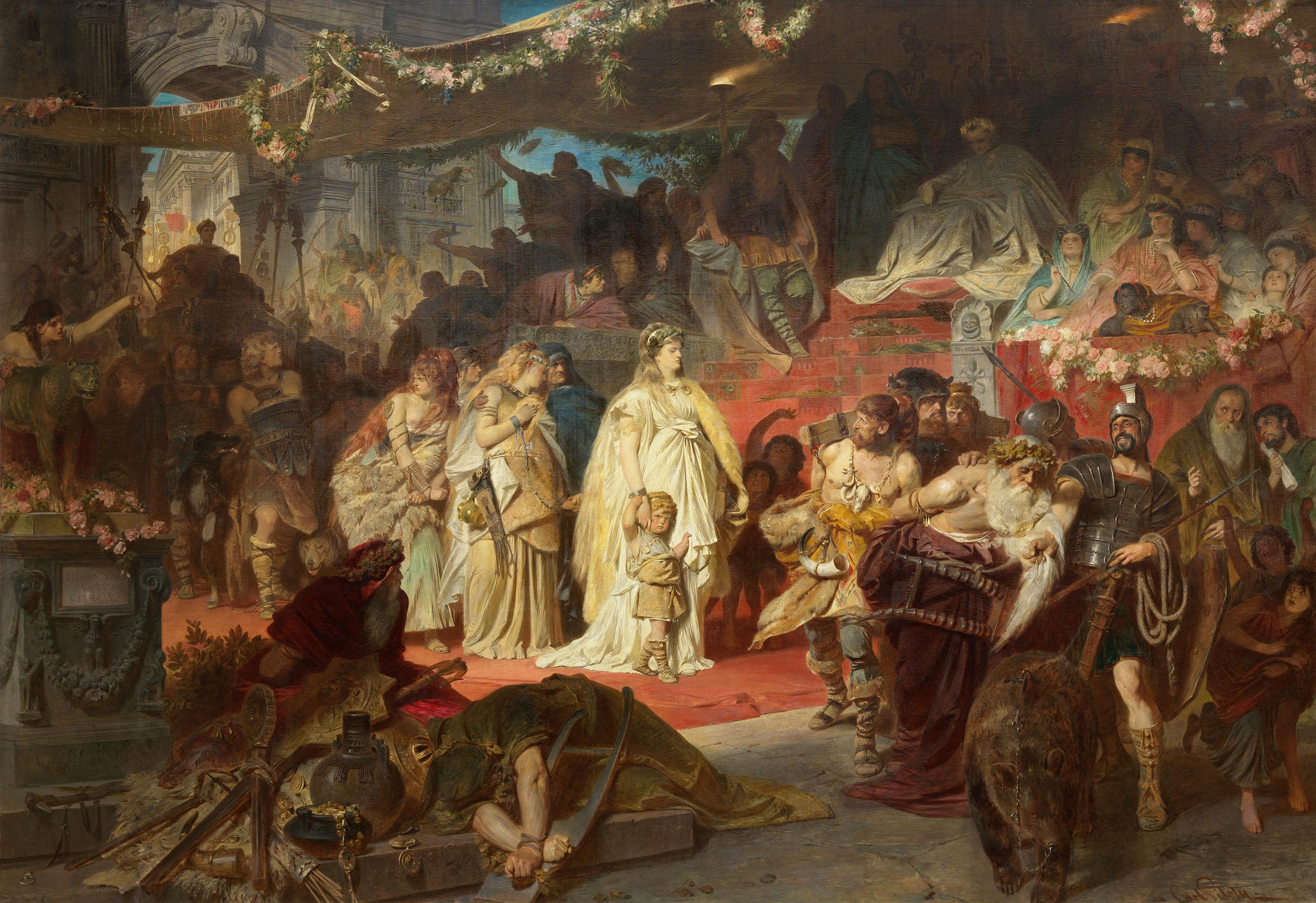
Tusnelda no triunfo de Germânico.

- Germânico celebra em Roma um triunfo sobre os Queruscos, Catos e outros Germanos.[1]
- Lúcio Pompônio Flaco e Caio Célio Rufo são eleitos cônsules romanos.[2]